# Nachšolim
Nachšolim (hebrejsky נַחְשׁוֹלִים, doslova „Příbojové vlny“ v oficiálním přepisu do angličtiny Nahsholim) je vesnice typu kibuc v Izraeli, v Haifském distriktu, v Oblastní radě Chof ha-Karmel.

## Geografie
Leží v nadmořské výšce 6 metrů v hustě osídlené a zemědělsky intenzivně využívané pobřežní nížině.
Obec se nachází na břehu Středozemního moře, cca 60 kilometrů severoseverovýchodně od centra Tel Avivu, cca 23 kilometrů jihojihozápadně od centra Haify a 17 kilometrů severně od města Chadera. Nachšolim obývají Židé, přičemž osídlení v tomto regionu je převážně židovské. Ovšem 3 kilometry východně od kibucu stojí město Furejdis osídlené izraelskými Araby. Spolu se sousedním mošavem Dor vytváří vesnice Nachšolim jeden souvislý urbanistický celek.
Nachšolim je na dopravní síť napojen pomocí dálnice číslo 2.

## Dějiny

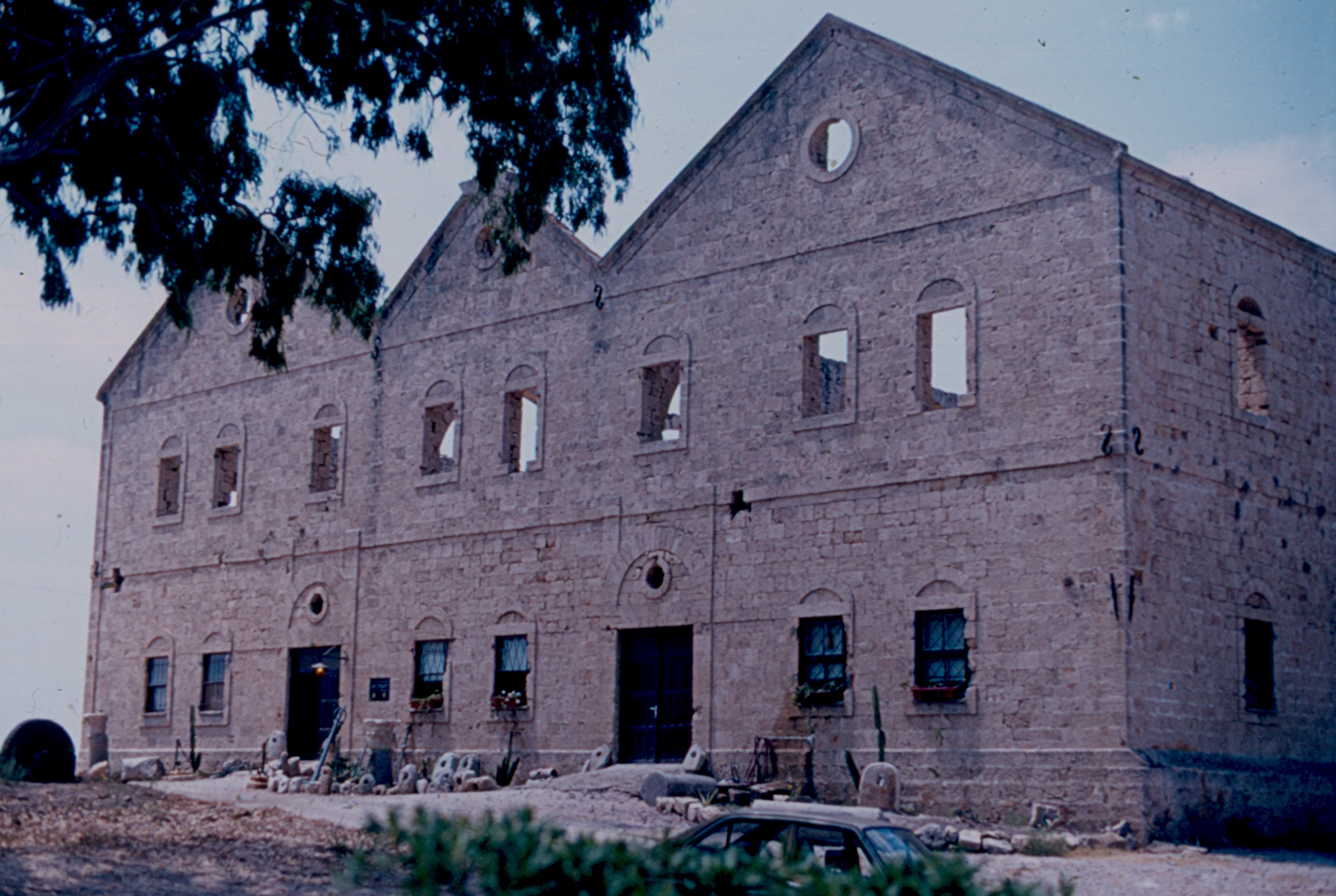
Bývalá továrna na sklo založená Me'irem Dizengoffem

Kibuc Nachšolim byl založen v roce 1948. Jeho zakladateli byla skupina mladých Židů napojená na vojenské jednotky Palmach. Tu tvořili židovští imigranti z Turecka a Rumunska, které doplnili po vyhlášení nezávislosti Izraele další Židé z Evropy, kteří přežili holokaust a byli internováni na Kypru.
Poblíž nynějšího kibucu leží v lokalitě Tel Dor zbytky starověkého města Dor. Na jeho místě pak od středověku stála arabská vesnice Tantura. V roce 1931 v ní žilo 953 lidí v 202 domech. V květnu 1948 počátkem války za nezávislost byla Tantura ovládnuta izraelskými silami a arabské osídlení tu skončilo. Většina zástavby arabské vesnice pak byla zbořena. Právě na ruinách Tantury pak vyrostly vesnice Nachšolim i Dor. Koncem 19. století pověřil baron Edmond James de Rothschild mladého židovského inženýra Me'ira Dizengoffa (pozdější starosta Tel Avivu) zřízením továrny na produkci skla v Tantuře. Tento podnikatelský záměr, který měl rozšířit záběr židovského podnikání v tehdejší turecké Palestině, nakonec nebyl úspěšný, ale objekt továrny se dochoval do současnosti jako turistická pamětihodnost.
Místní ekonomika je založena na zemědělství, průmyslu a turistickém ruchu (plážový areál a turistická vesnice). Ve vesnici funguje hotel s 89 pokoji a ubytování v chatkách s kapacitou 39 pokojů. Roku 2000 prošel kibuc privatizací a jeho členové jsou odměňováni již individuálně, podle odvedené práce. Mnoho obyvatel kibucu za prací dojíždí mimo obec.

## Demografie
Podle údajů z roku 2014 tvořili naprostou většinu obyvatel v Nachšolim Židé (včetně statistické kategorie "ostatní", která zahrnuje nearabské obyvatele židovského původu ale bez formální příslušnosti k židovskému náboženství). Jde o menší sídlo vesnického typu s dlouhodobě rostoucí populací. K 31. prosinci 2014 zde žilo 622 lidí. Během roku 2014 populace stoupla o 4,2 %.
| Rok            | 1948 | 1961 | 1972 | 1983 | 1995 | 2001 | 2003 | 2004 | 2005 | 2006 | 2007 | 2008 | 2009 | 2010 | 2011 | 2012 | 2013 | 2014 |
| -------------- | ---- | ---- | ---- | ---- | ---- | ---- | ---- | ---- | ---- | ---- | ---- | ---- | ---- | ---- | ---- | ---- | ---- | ---- |
| Počet obyvatel | 60   | 241  | 271  | 383  | 379  | 381  | 394  | 392  | 392  | 399  | 402  | 410  | 427  | 474  | 530  | 576  | 597  | 622  |